# Marsilius Franz Sturmfeder von Oppenweiler

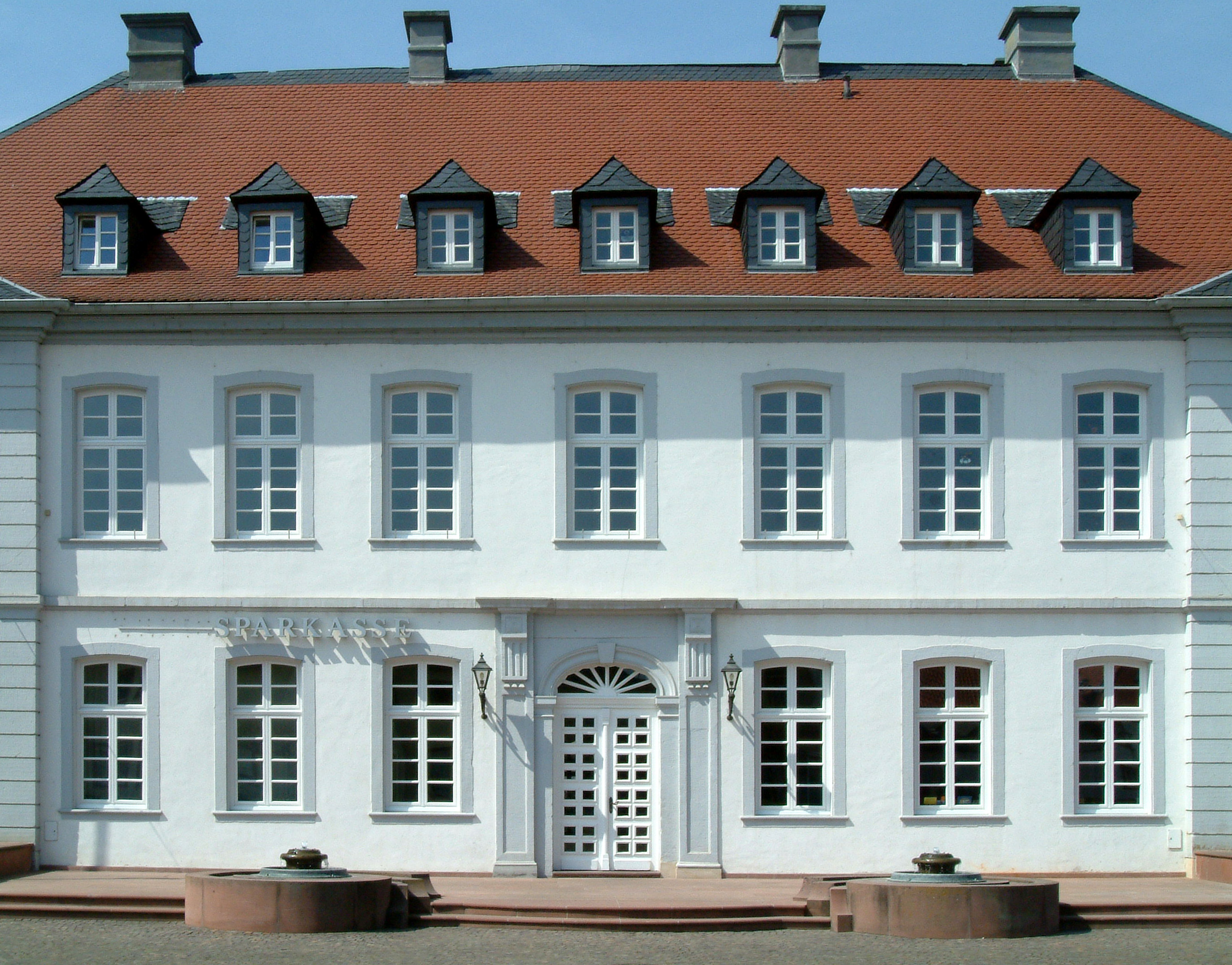
Sturmfedersches Schloss in Dirmstein

Freiherr Marsilius Franz Sturmfeder von Oppenweiler (* 7. Februar 1674 in Mainz; † 30. Mai 1744 in Oppenweiler) war Mitglied der Adelsfamilie Sturmfeder von Oppenweiler, die über bedeutende Liegenschaften im südwestdeutschen Raum verfügte. Nach dem Adeligen wurde später das Sturmfedersche Schloss in der pfälzischen Gemeinde Dirmstein (heute Rheinland-Pfalz) benannt.

## Familie

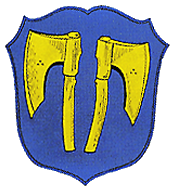
Wappen der Herren Sturmfeder von Oppenweiler

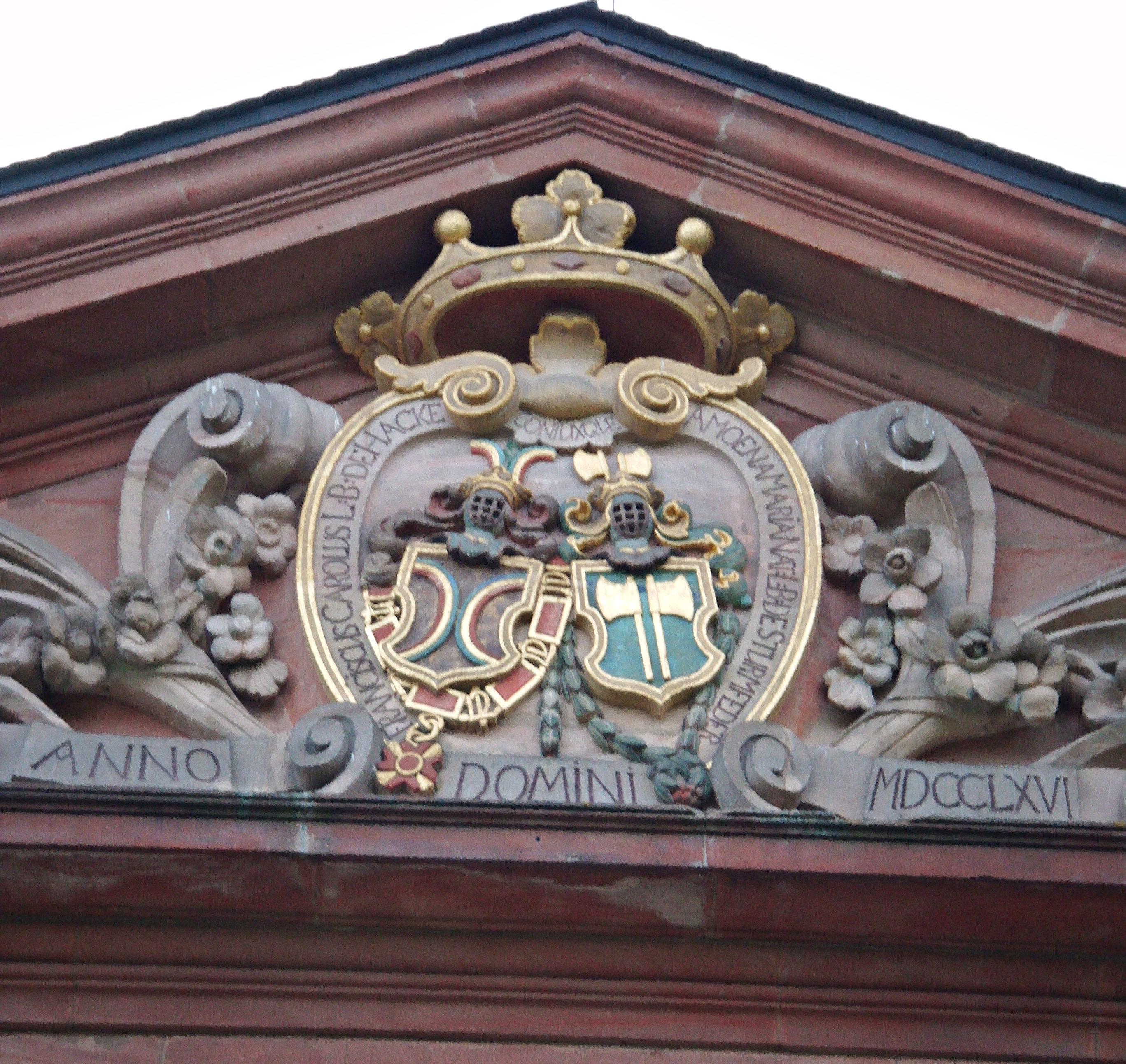
Wappengiebel (Hacke/Sturmfeder) am Trippstadter Schloss

Sturmfeder war der zweite Sohn und Erbe von Johann Friedrich Franz Sturmfeder (1650–1691) und Maria Catharina von Auwach († 1712), der Schwester des Speyerer Domdekans Hermann Lothar von Auwach († 1722). Nach ihrem Tod wurde die Mutter im Speyerer Dom bestattet und hatte dort ein Epitaph, wie Johann Franz Capellini von Wickenburg (1677–1752) in Band 2 des Thesaurus Palatinus überliefert.
Großeltern väterlicherseits waren Philipp Friedrich Sturmfeder (1615–1689) und die 1612 geborene Maria Magdalena Dorothea Lerch; die Großmutter hatte in Dirmstein als zweitälteste Tochter den einflussreichen Ortsadeligen Caspar Lerch IV. (1575–1642) beerbt und so dessen beträchtliches Vermögen in die Familie Sturmfeder eingebracht.
Sturmfeder heiratete 1722, als er bereits 48 Jahre zählte, Friederike Ernestine von Löwenstein-Wertheim, eine direkte Nachfahrin von Kurfürst Friedrich I. Ihr gemeinsamer ältester Sohn und Erbe war Johann Franz Georg Ernst von Sturmfeder (1727–1793).
Sturmfeders Vater war gegen Ende des 17. Jahrhunderts der erste Namensträger der Familie gewesen, der sich durch Hinzufügung eines „von“ selbst adelte, wenngleich die Familie Sturmfeder seit dem Hochmittelalter als begütert nachgewiesen ist. Das Adelsprädikat blieb über mehr als 200 Jahre erhalten, bis 1901 der letzte Sturmfeder kinderlos verstarb.
Sturmfeders Enkel Carl Theodor Sturmfeder von Oppenweiler (1748–1799), der um 1780 das nach seinem Großvater benannte Schloss in der heutigen Form neu bauen ließ, verfasste um 1790 ein sehr umfangreiches und detailliertes Memorandum über die wirtschaftliche und soziale Lage in Dirmstein; darin sagte er viele der bevorstehenden Auswirkungen der Französischen Revolution auf die linksrheinischen Gebiete treffend voraus.
Sturmfeders Urenkelin – eine der Töchter von Carl Theodor Sturmfeder von Oppenweiler – war Louise von Sturmfeder (1789–1866), die Erzieherin des Kaisers Franz Joseph von Österreich und seines Bruders, des Kaisers Maximilian von Mexiko.
Amöna Marie Charlotte Juliane Sturmfeder von Oppenweiler, die Tochter von Marsilius Franz, heiratete den kurpfälzischen Oberstjägermeister Franz Karl Joseph von Hacke (1727–1780), Erbauer des Trippstadter Schlosses und Sohn des Freiherrn Ludwig Anton von Hacke. Über dem Haupteingang des Schlosses sind ihre Namenszüge mit Allianzwappen angebracht.

## Leben

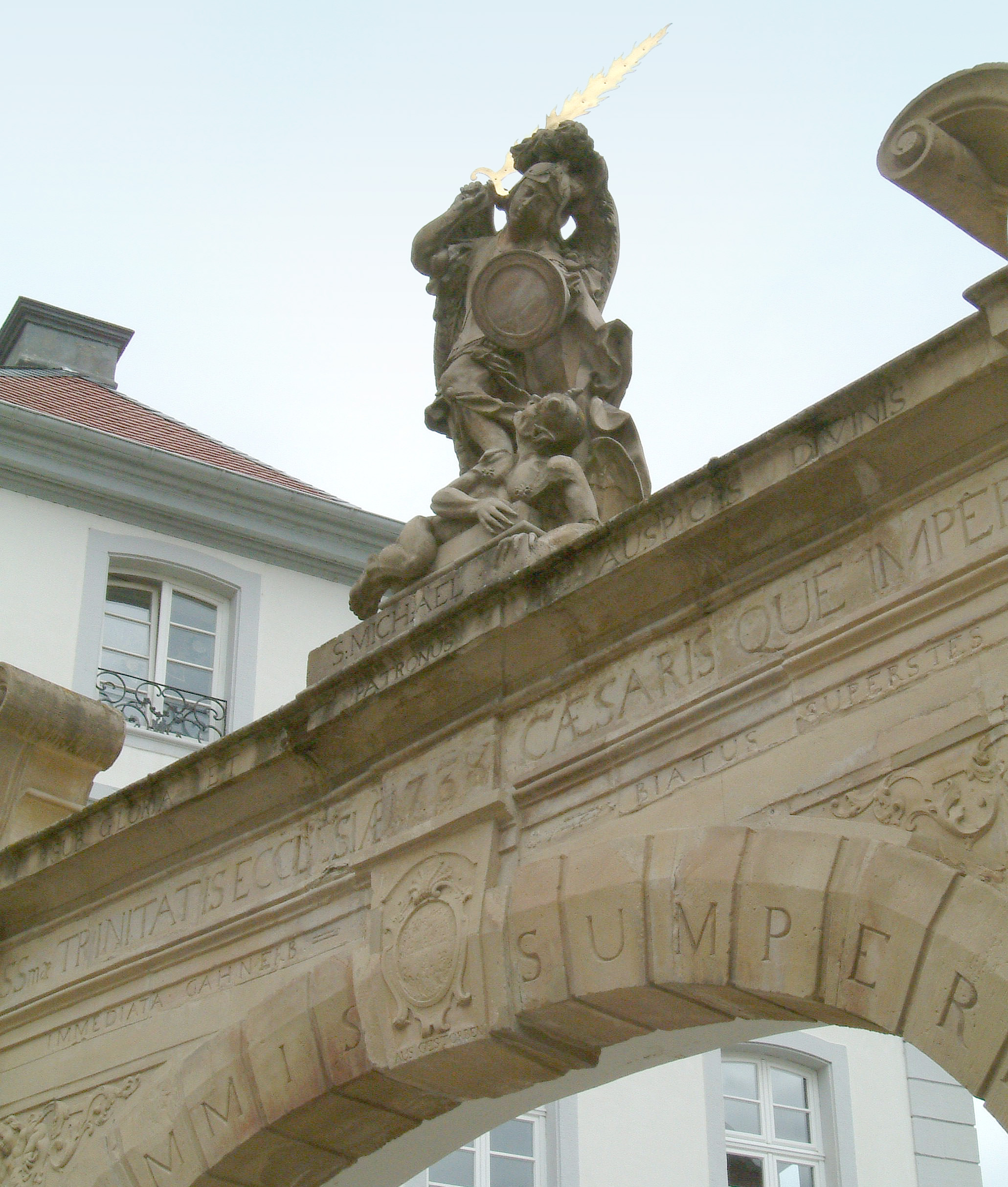
Michelstor: Kampf mit dem Flammenschwert gegen den Teufel

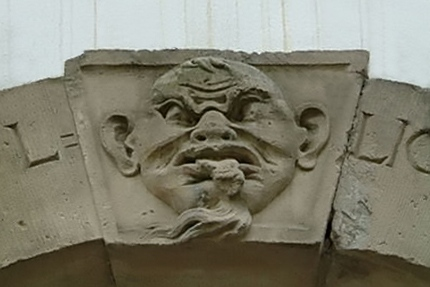
Neidkopf über der Seitenpforte des Michelstores

Sturmfeder folgte seinem Vater, der in Diensten des Erzbischofs von Mainz stand, zunächst als kurmainzischer Kammerherr nach, später auch als Ritterrat des nordwürttembergischen Kantons Kocher. Vor allem in Württemberg schuf er sich durch seine verschwenderische Hofhaltung – mit mehr als 180.000 Gulden Verbindlichkeiten – und sein schroffes Wesen Feinde. 1715 wurde er deswegen vom Ritterrat gerügt, 1716 aus diesem ausgeschlossen, 1720 auf Veranlassung des württembergischen Herzogs Eberhard Ludwig sogar vorübergehend festgesetzt. Seine Zusicherung künftigen Wohlverhaltens hielt nicht einmal ein volles Jahr, dann wurde ihm auf Befehl des Landesherrn förmlich die Jurisdiktion entzogen, die er sich widerrechtlich angeeignet hatte.
Im Alter scheint Sturmfeder sich häufiger und länger in Dirmstein aufgehalten zu haben, wo er ab 1736 das ererbte Schloss, das später nach ihm benannt wurde, erweitern ließ. Beim Umbau unternahm er den Versuch, durch zahlreiche eingemeißelte, teilweise gereimte Inschriften und einen Neidkopf mit seinen Widersachern abzurechnen. Als Krönung ließ er auf das neue Michelstor (1738) eine Skulptur setzen, die den Erzengel Michael zeigt, wie er mit einem vergoldeten Flammenschwert, wohl der „Sturmfeder“, den Teufel bekämpft.
In diesem Zusammenhang gab es auch in Dirmstein zumindest einen Vorfall, bei dem Sturmfeder mit der Obrigkeit in Konflikt geriet: Weil auf Gemeindegrund – wohl aus Schikane – quer vor der geplanten Toreinfahrt ein Graben gezogen wurde, musste Sturmfeder das Michelstor und die beiderseits angrenzende Hofmauer konkav auf sein Grundstück zurücknehmen, um die Einfahrt fundamentieren zu können.
Auch in Mannheim hatte Sturmfeder noch 1731 ein Haus gekauft. Gestorben ist er 1744 jedoch in Oppenweiler, und gemäß seinem Willen wurde er im Sturmfederschen Familiengrab in der Pfarrkirche von Schwäbisch Gmünd beigesetzt. Seine Witwe schloss drei Jahre nach seinem Tod mit dem württembergischen Herzog Carl Eugen ein Abkommen zur Beilegung der alten Streitigkeiten.

## Bedeutung

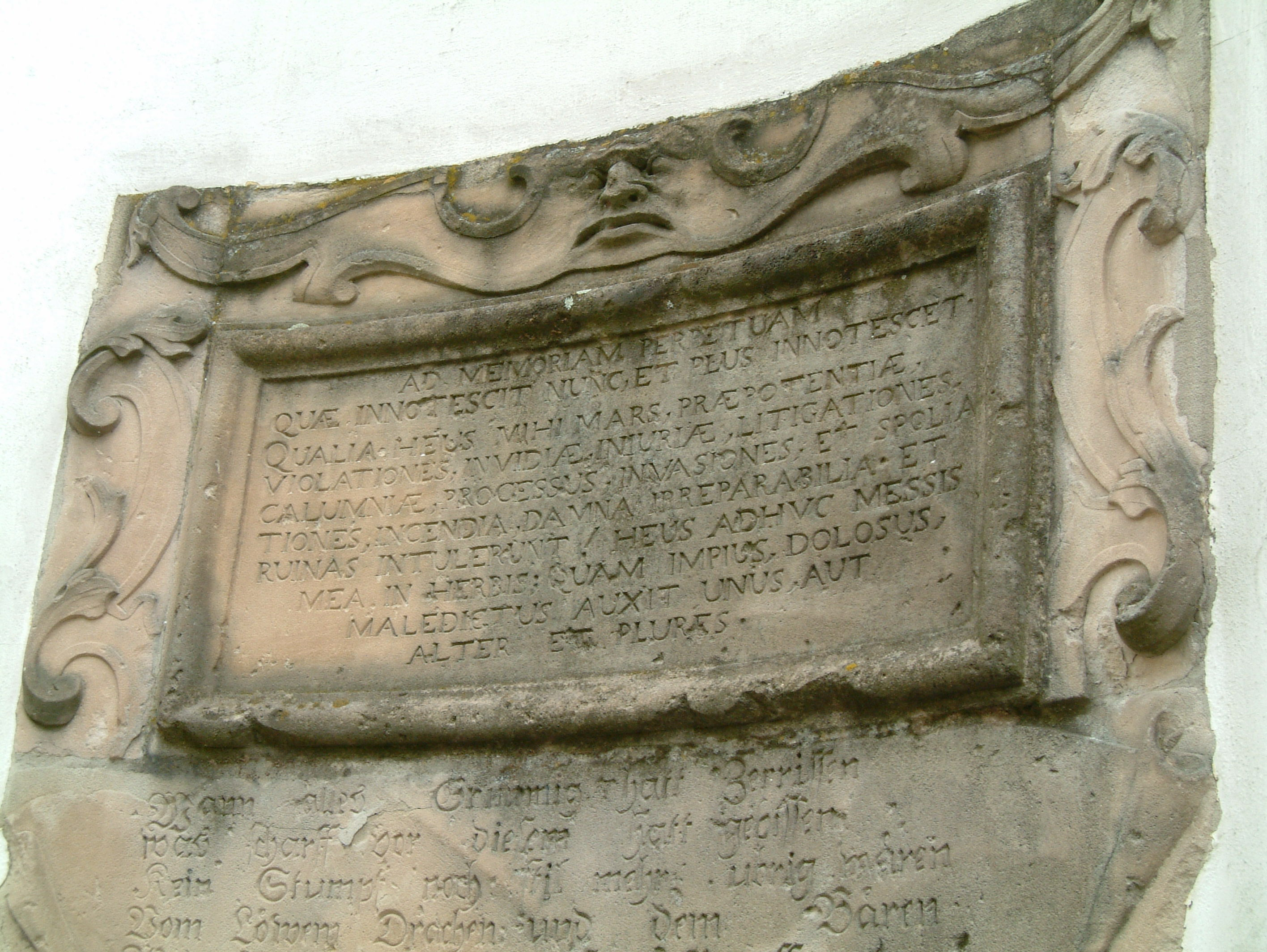
„Wandzeitung“ am Michelstor

Für Dirmstein war Sturmfeder bedeutsam als Erbe der Adelsfamilie Lerch, als Ausbauer und Namensgeber für das Sturmfedersche Schloss sowie als Errichter des zugehörigen Michelstores. Mit den dort angebrachten pamphletischen Inschriften verdankt ihm der Ort sozusagen eine der ältesten Wandzeitungen.